# Hygrophoraceae
Hygrophoraceae es una familia de hongos basidiomicetos del orden Agaricales. Esta familia contiene 11 géneros y 325 especies aproximadamente. 

## Comestibilidad
Dentro de las distintas especies de cada género, se encuentran algunos hongos que son comestibles y otros que son venenosos.